# Beatrice Weiß
Beatrice Weiß (* 9. März 1998) ist eine ehemalige österreichische Triathletin und U23-Staatsmeisterin auf der Triathlon-Sprintdistanz (2018), Staatsmeisterin Kurzdistanz (2018) und Mitteldistanz (2018).

## Werdegang
Beatrice Weiß kam als Fünfjährige zum Schwimmverein Wörthersee (SVWÖ). Beatrice Weiß lebt in Klagenfurt und studiert dort an der Alpen-Adria-Universität. Sie wird trainiert von Sebastian Zeller.

### U23-Staatsmeisterin Triathlon Sprintdistanz 2018
Im Juni 2018 wurde sie im Waldviertel als Zweite in der Gesamtwertung U23-Staatsmeisterin auf der Triathlon-Sprintdistanz.

### Staatsmeisterin Triathlon Kurz- und Mitteldistanz 2018
Beim Ironman Austria startet die damals 20-jährige Kärntnerin im Juli 2018 erstmals auf der Ironman-Distanz (3,86 km Schwimmen, 180,2 km Radfahren und 42,195 km Laufen). Sie kam nach den 3,86 km als Führende aus dem Wasser, musste das Rennen aber dann auf der Radstrecke abbrechen. Zwei Wochen später wurde sie am 14. Juli beim Mostiman Triathlon österreichische Staatsmeisterin über die olympische Distanz. Am 22. Juli 2018 wurde sie beim Trumer Triathlon auch Triathlon-Staatsmeisterin auf der Mitteldistanz.
Seit 2019 tritt Beatrice Weiß nicht mehr international in Erscheinung.

## Sportliche Erfolge
| Datum/Jahr    | Rang | Wettbewerb                                                           | Austragungsort     | Zeit     | Bemerkung |
| ------------- | ---- | -------------------------------------------------------------------- | ------------------ | -------- | --- |
| 9. Juni 2019  | 2    | Bonn-Triathlon                                                       | Bonn               |          | |
| 14. Juli 2018 | 1    | ÖTRV Staatsmeisterschaft Triathlon Kurzdistanz                       | Wallsee-Sindelburg | 02:04:23 | Staatsmeisterin über die olympische Distanz beim Mostiman Triathlon                                                                      |
| 10. Juni 2018 | 1    | Waldviertler Eisenmann Triathlon                                     | Litschau           |          | |
| 3. Juni 2018  | 1    | ÖTRV Staatsmeisterschaft Triathlon Sprintdistanz U23                 | Tulln              |          | U23-Staatsmeisterin auf der Triathlon-Sprintdistanz                                                                                      |
| 28. Mai 2016  | 1    | Linz-Triathlon                                                       | Linz               | 01:17:44 | Siegerin Sprintdistanz |
| 5. Sep. 2015  | 6    | ETU Triathlon Junior European Cup                                    | Bled               | 00:43:25 | bei den Juniorinnen – hinter der Deutschen Lisa Tertsch; drittbeste Österreicherin hinter Therese Feuersinger (3.) und Anne Struijk (5.) |
| 2. Aug. 2015  | 11   | ETU Triathlon Junior European Cup Junior Women                       | Tábor              | 01:10:04 | einen Platz vor Hannah Hanusch (12.) |
| 20. Juni 2014 | 37   | ETU Triathlon European Championship Junior Women                     | Kitzbühel          | 01:09:20 | Triathlon-Europameisterschaft Juniorinnen                                                                                                |
| 27. Juni 2013 | 11   | ETU Triathlon U23 and Youth European Championships Youth Women Relay | Rijssen-Holten     | 01:05:32 | Triathlon-Europameisterschaft Juniorinnen – im österreichischen Team mit Hannah Hanusch und Sara Skardelly                               |

| Datum/Jahr    | Rang | Wettbewerb                                       | Austragungsort  | Zeit        | Bemerkung                                                                         |
| ------------- | ---- | ------------------------------------------------ | --------------- | ----------- | --------------------------------------------------------------------------------- |
| 30. Sep. 2018 | 4    | Ironman 70.3 Cascais                             | Cascais         | 04:33:41    |                                                                                   |
| 26. Aug. 2018 | 7    | Ironman 70.3 Zell am See-Kaprun                  | Zell am See     | 01:55:20    | verkürzter Kurs ohne die Raddistanz                                               |
| 22. Juli 2018 | 1    | ÖTRV Triathlon-Staatsmeisterschaft Mitteldistanz | Obertrum am See | 04:11:01,11 | Staatsmeisterin auf der Mitteldistanz beim Trumer Triathlon auf der Mitteldistanz |
| 18. Sep. 2016 | 5    | Ironman 70.3 Pula                                | Pula            |             | Dritte nach der Schwimmdistanz; hinter Gaia Peron                                 |

| Datum/Jahr    | Rang  | Wettbewerb      | Austragungsort | Zeit | Bemerkung |
| ------------- | ----- | --------------- | -------------- | ---- | --- |
| 22. Sep. 2018 | DNF * | Ironman Italy   | Cervia         | –    | schnellste Schwimmerin |
| 1. Juli 2018  | DNF * | Ironman Austria | Klagenfurt     | –    | erster Start auf der Ironman-Distanz; schnellste Schwimmerin mit 51:31 min für die 3,86 km; Rennen auf der Radstrecke abgebrochen |